# رادیو داخل
رادیو داخل (به انگلیسی: Radio Inside) فیلمی محصول سال ۱۹۹۴ و به کارگردانی جفری بل است. در این فیلم بازیگرانی همچون ویلیام مک‌نامارا، الیزابت شو و دیلن والش ایفای نقش کرده‌اند.